# 1627 w polityce

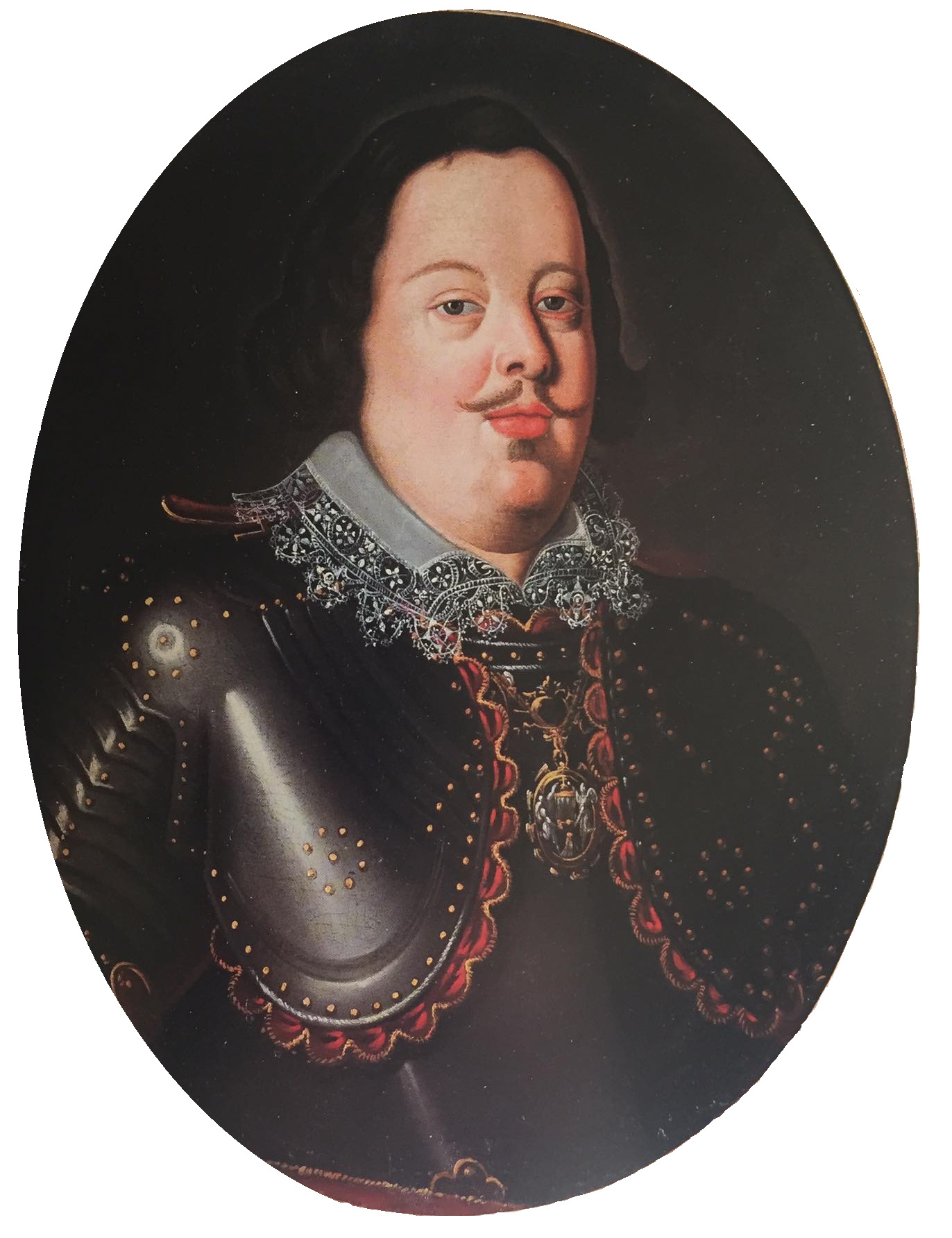
Wincenty II Gonzaga

Wydarzenia polityczne w 1627 roku.

## Wydarzenia
- Początek oblężenie La Rochelle[1].
- 28 października Bitwa pod Oliwą. Flota polska pokonuje marynarkę szwedzką. W starciu jednakże ginie głównodowodzący sił polskich, admirał Arend Dickmann[2].
- Ferdynand III Habsburg zostaje koronowany na króla Czech[3].

## Urodzili się
- 9 kwietnia Jan Sobiepan Zamoyski, polski magnat, pierwszy mąż Marii Kazimiery d’Arquien, późniejszej żony króla Jana III Sobieskiego[4].

## Zmarli
- Wincenty II Gonzaga, włoski kardynał, książę Mantui[5].
- Mikołaj Struś, kasztelan kamieniecki, dowódca polskiej załogi na Kremlu w 1612[6].